# Anneau du Vic-Bilh
Anneau du Vic-Bilh is een Franse kaas uit Bigorre in de Pyrénées-Atlantiques (Aquitanië).
De kaas is een boerenkaas in de vorm van een grote donut. Hij wordt gemaakt van geitenmelk en heeft een blauwachtige korst door het gebruik van houtas.
De smaak van de zachte binnenkant is een mooie balans van zout en zuur; de kleur is erg wit.